# Chemin de fer suburbain de Bombay

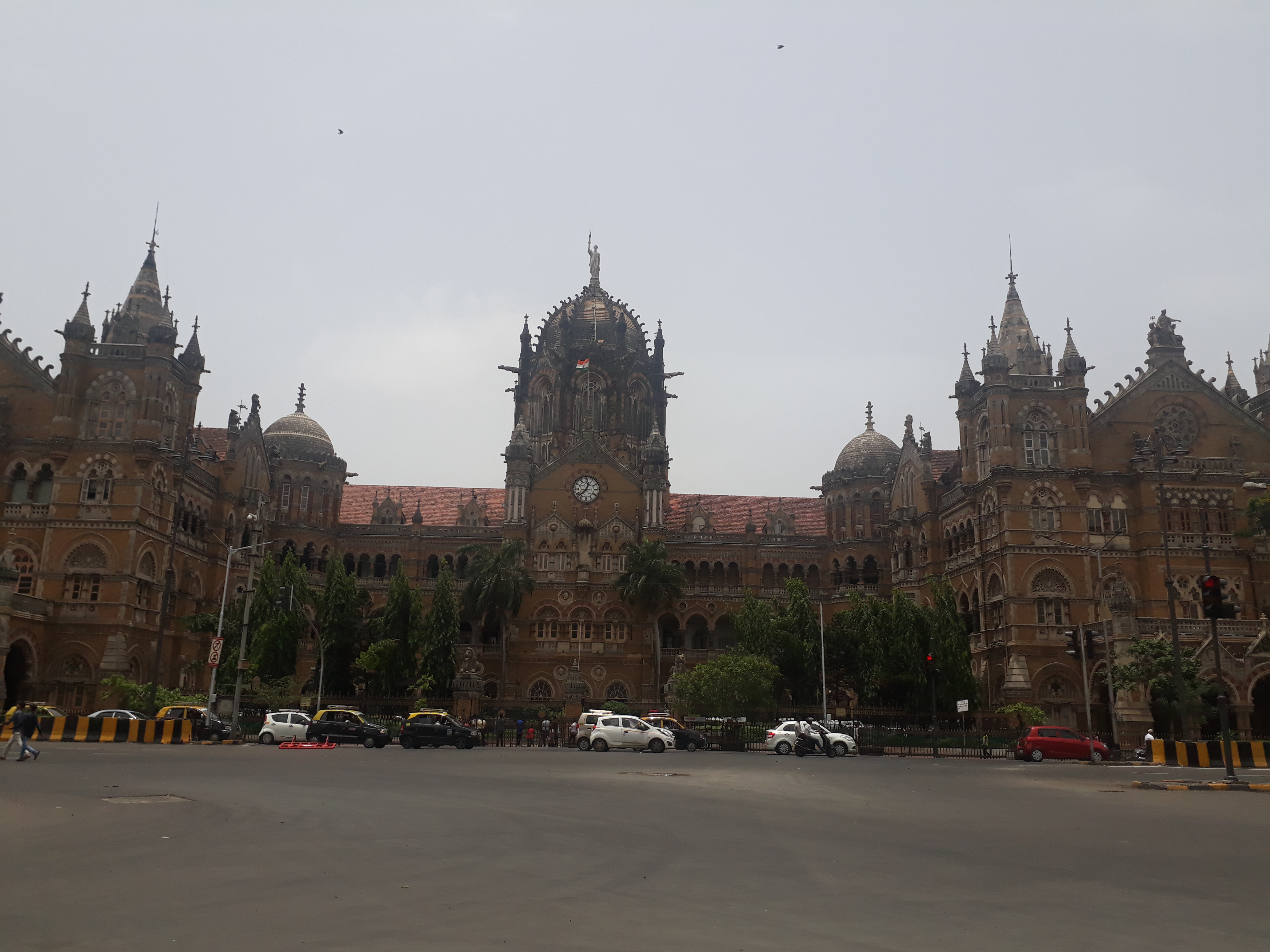
Bâtiment gare Chhatrapati Shivaji.

Le Chemin de fer suburbain de Bombay est un réseau de quatre lignes ferroviaires desservant l'agglomération de Bombay et qui constitue le principal système de transport en commun lourd de cette ville. D'une longueur totale de 451 kilomètres il transporte quotidiennement 8 millions de passagers par jour ce qui en fait l'un des systèmes de transport au commun les plus fréquentés au monde.

## Historique
Le chemin de fer suburbain de Bombay emprunte la première ligne de chemin de fer pour passagers construite par les Anglais en Inde. Cette ligne inaugurée le 16 avril 1863 reliait la gare de Bori Bunder, dont l'emplacement est aujourd'hui occupé par la gare Chhatrapati Shivaji, à Thane sur une distance de 34 kilomètres. Cette ligne constitue la première section du Great Indian Peninsular Railway (aujourd'hui Central Railway), compagnie de chemin de fer privée bénéficiant d'une concession et d'une caution du gouvernement britannique de l'Inde en contrepartie de clauses tarifaires encadrées. À partir des années 1920 l'état indien rachète progressivement les différents réseaux privés. De 1950 à 1960 les anciennes lignes sont regroupées en divisions régionales. A Bombay deux divisions se côtoient : le  Western Railways et le Central Railways. L'électrification des lignes de l'Inde qui se fait en 1500 volts commence sur une ligne qui dessert la banlieue de Bombay en 1925.

### Développement moderne du réseau
Pour faire face à l'augmentation continue du trafic, l'alimentation électrique des lignes qui se faisait à l'origine en 1500 Volts continu a été progressivement basculée en 25 kV alternatif. Les rames de 9 voitures sont progressivement remplacées par des rames de 12 voitures. Certaines dessertes se font avec des rames de 15 voitures. Une cinquième ligne longue de 27 kilomètres et comprenant 11 gares est en cours de construction entre Nerul et Uran le long de la côte est de la rade de Bombay. Elle devrait être inaugurée fin 2017.

## Réseau

Plan du réseau de transports en commun de Bombay.

Le réseau est constitué de quatre lignes d'une longueur totale de 451 kilomètres. Sur une partie de ce réseau une double voie est réservée aux trains de banlieue omnibus tandis que d'autres voies sont utilisées par des trains directs ainsi que par les intercités. La voie est à écartement large (voie indienne de 1,676 m). Les lignes sont électrifiées en 25 kV avec utilisation de caténaires. Le réseau comprend quatre lignes dont deux la Western Line et la Central Line absorbent le gros du trafic. Ceslignes sont gérées par deux divisions distinctes de l'Indian Railways : le Central Railway (CR) et le Western Railway (WR)  : 
- La Western Line (WL) a son terminus en centre-ville à Churchgate. Son tracé est parallèle à la côte et elle est longue de 123 kilomètres. Des trains omnibus circulent sur des voies dédiées jusqu'à Virar (60 kilomètres). Au delà certains trains vont jusqu'à Dahanu Road. La ligne comprend 37 gares dont 8 au delà de Virar. La ligne est l'une des plus chargées au monde avec 3,5 millions de voyageurs par jour. Elle est desservie par des rames automotrices électriques de 12 voitures et dans quelques cas de 9 ou 15 voitures. Les trains directs s'arrêtent généralement aux stations de Mumbai Central, Dadar, Bandra, Andheri et Borivali[3].
- La Central Line (CL) a son terminus à la gare Chhatrapati Shivaji dans le centre-ville de Bombay. Elle comprend une section longue de 55 km qui va jusqu'à Kalyan Junction et qui comprend des voies distinctes pour les omnibus et les directs. Au delà la ligne se scinde en deux avec une branche nord-est longue de 67 kilomètres allant jusqu'à Kasara et une branche sud-est longue de 61 km et desservant Khopoli. Le tronc central comprend 26 gares, la branche sud-est 14 et la branche nord-est 11. Cette ligne est tout aussi chargée que la ligne WL avec 3,9 millions de passagers par jour en 2011[4].
- La Harbour Line a son terminus à la gare Chhatrapati Shivaji dans le centre-ville de Bombay. Elle comprend un tronc commun long de 9 km qui mène jusqu'à la gare de Wadala Road avec 6 arrêts intermédiaires. À partir de Wadala la ligne comporte deux branches. La branche est, longue de 40 km, dessert Panvel avec 16 arrêts intermédiaires. La branche  nord longue de 12 km rejoint la gare d'Andheri desservie par la Western Line avec 6 arrêts intermédiaires. Tous les trains sont omnibus car il n'y a que 2 voies disponibles[5].
- La Trans-Harbour Line est entièrement située à l'est de la rade de Bombay. Elle constitue une antenne de la Harbour Line. Longue de 17 kilomètres elle relie Thane à Vashi/Nerul avec 6 arrêts intermédiaires. Certains trains partis de Thane rejoignent Panvel en empruntant les voies de la Harbour Line.

## Exploitation

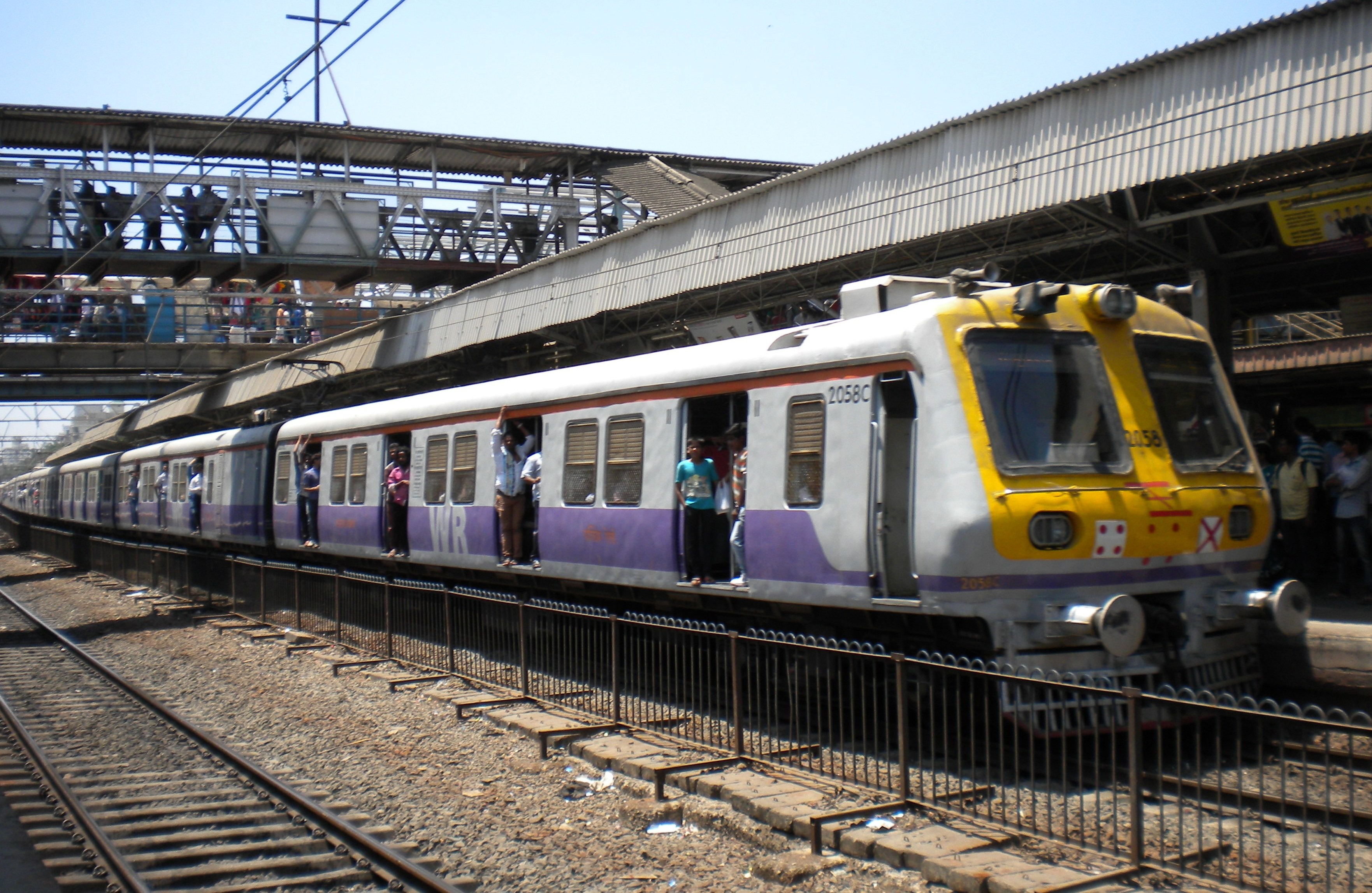
Des rames fatiguées et bondées, des conditions de transport parfois dangereuses, mais un système efficace.

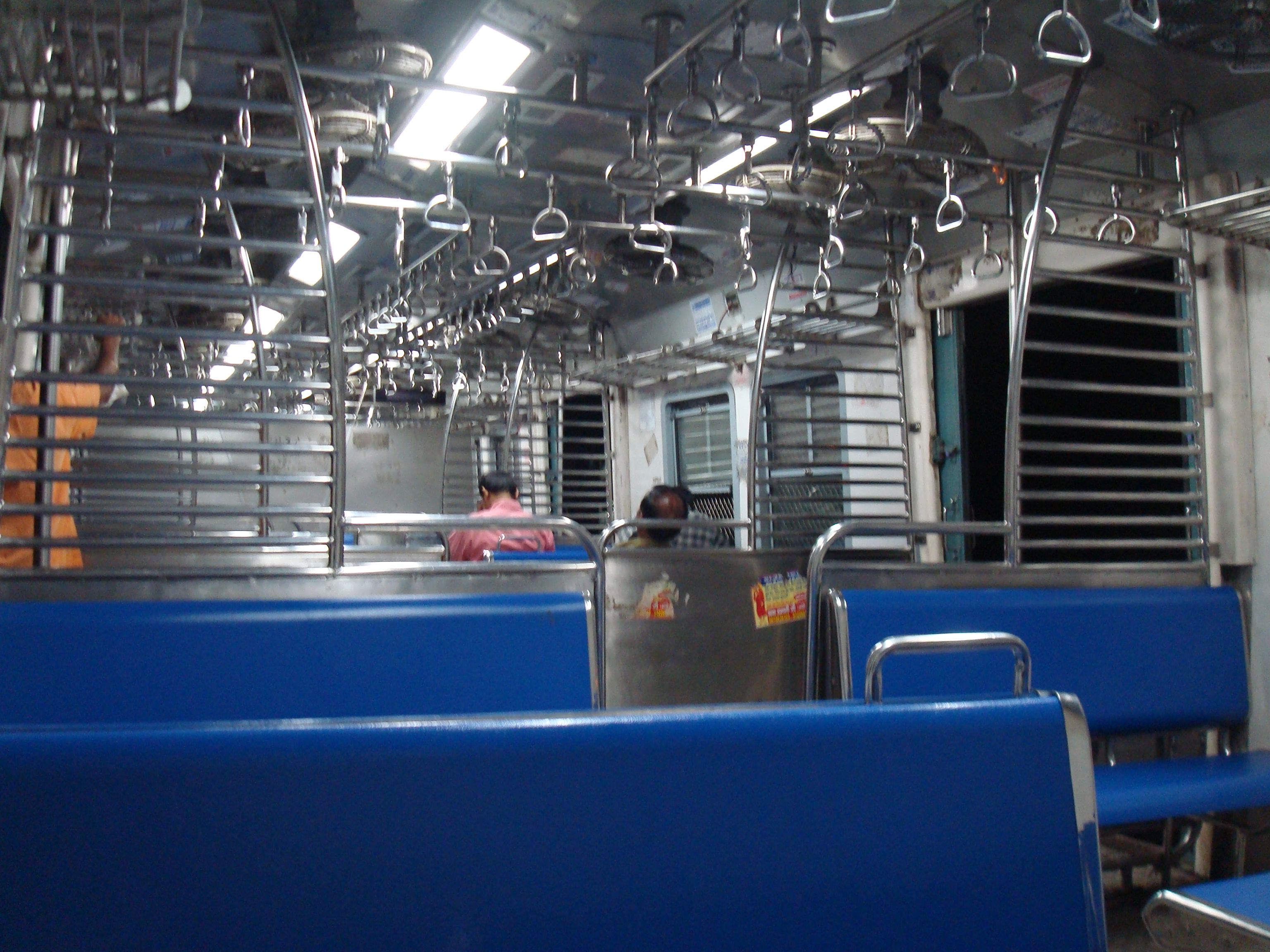
À l'intérieur d'une rame.

Le trafic concentré essentiel sur la Central Line et la Western Line est énorme et la circulation des rames est organisée en conséquence. Il n'y a pas de grille horaire mais la fréquence aux heures de pointe est d'environ 4 minutes. Aux terminus les trains arrivent entre deux quais ce qui permet aux passagers de descendre et de monter des deux côtés à la fois. Les trains repartent des terminus après un délai très court (2 minutes). Les wagons sont dépourvus de portes. Aux arrêts intermédiaires, les passagers descendent et montent alors que le train roule encore. Lorsque le train démarre il accélère brutalement. En 2015 le prix des billets, basé sur la distance, est compris généralement entre 5 et 10 roupies (0,07 € à 0,15 €). Tout le réseau est bondé mais est très efficace. Certains trains sont réservés exclusivement aux femmes (sur la Western Ligne 4 trains le matin dans le sens banlieue-centre-ville et quatre trains dans l'autre sens le soir).
La part modale du chemin de fer suburbain dans les transports motorisés de Bombay est de 51 %. L'utilisateur de ce réseau parcourt en moyenne 35 kilomètres par trajet. La vitesse commerciale des trains est de 35 km/h pour les omnibus (local) et de 45–50 km/h pour les trains directs (fast). Les rames généralement très fatiguées sont bondées aux heures de pointe avec un nombre de voyageurs pouvant atteindre 14 à 16 passagers par m² (qualifié de super dense crush load par les Indian Railways). Ces conditions extrêmes combinées à l'urbanisation sauvage de Bombay se traduisent par un grand nombre accidents de personnes[Quoi ?]. Selon des chiffres publiés en 2015 sur 10 années d'exploitation 22 289 personnes étaient décédées en traversant les voies et 6 989 voyageurs avaient été tués en tombant d'une rame le plus souvent en tentant de prendre le train en marche. Malgré les mesures prises notamment en délogeant les taudis construits à faible distance des voies, ces chiffres sont en croissance,.

## Matériel
La desserte des lignes est assurée par des rames automotrices électriques comprenant majoritairement 12 voitures mais parfois 9 ou 15 voitures. Les rames sont alimentées par caténaire en 25 kV alternatif. En 2014 les lignes du Central Railways utilisait 121 rames (dont 75 sur la Central Line) tandis que celles du  Western Railway en utilisait 84. Ces rames font partie de séries diverses fournies par BHEL, Alstom, Siemens et pour les plus récentes Bombardier. Ces rames sont dépourvues de système de climatisation. En 2017 67 nouvelles rames construites par l'établissement de Madras de BHEL  avec la participation de la société hollandaise Strukton ont été commandées et devraient être mises en ligne entre 2018 et 2023. Elles comportent 12 voitures et permettent de transporter 5964 passagers dont 1028 assises à une vitesse maximale de 110 km/h. Pour la première fois sur le réseau des rames disposeront d'un système d'air conditionné mais également de portes,,.

### Sources
- (en) Wilbur Smith Associates, Mumbai Sub- urban Rail Passenger Surveys and Analysis, 2012, 38 p. (lire en ligne)  — Rapport sur la fréquentation du chemin de fer suburbain de Bombay